# Kobuk (Alaska)
Kobuk è un comune degli Stati Uniti d'America, situata nella Borough di Northwest Arctic, nello Stato dell'Alaska.